# Sherlock Holmes y el caso de la media de seda

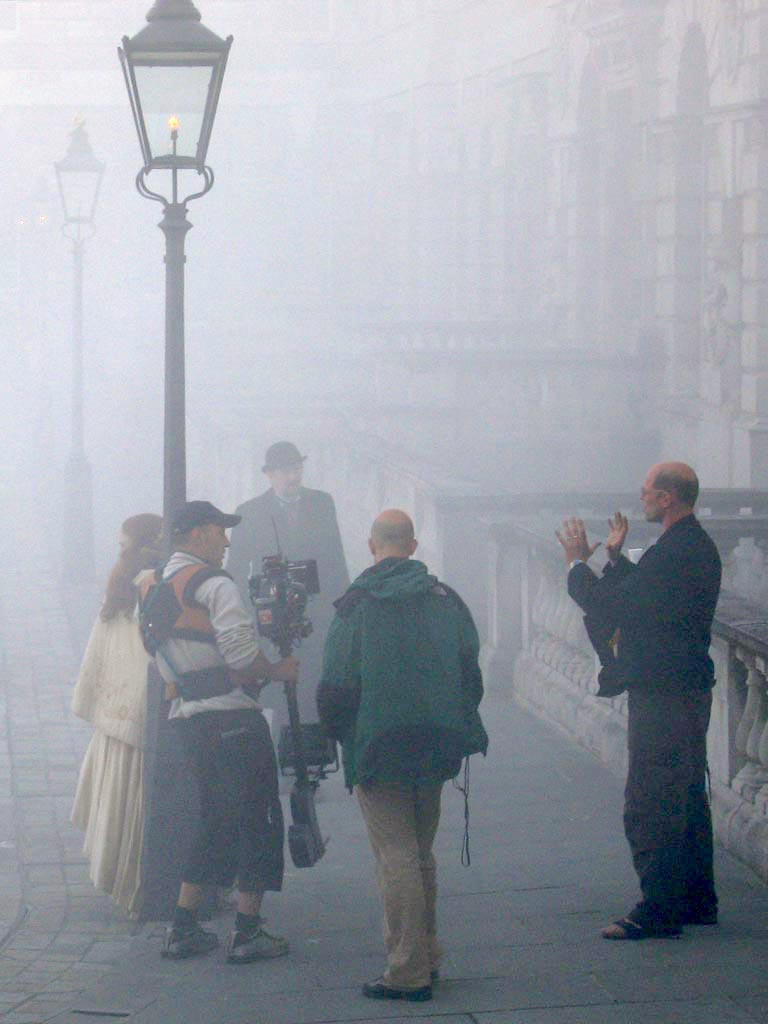
Escena durante el rodaje del telefilm.

Sherlock Holmes y el caso de la media de seda (en inglés Sherlock Holmes and the Case of the Silk Stocking), y también conocido como La revancha de Sherlock Holmes, es una película de misterio creada en el Reino Unido en el año 2004 por la televisión BBC.

## Argumento
La película empieza con una mujer muerta con una media de seda hallada en el río Támesis y llevada a un hospital. Mientras tanto, el casi retirado Sherlock Holmes se ha estado ocupando de sus intereses a base de narcóticos y cierto hedonismo. El Dr. Watson le habla sobre la muchacha hallada en el Támesis, de la cual el forense pensaba que era una prostituta. Además le hace reflexionar sobre sus vicios y le deja una foto de la joven, él recuerda que tiene en Baker Sreet un anuncio que dice ¨se busca¨ sobre una joven desaparecida. Va a su casa, la celebre 221B, hecha un desastre, y milagrosamente halla el anuncio. Holmes va al hospital a ver a la joven justo cuando llega Watson, y allí descubre dos cosas: la joven tenía una media de seda en la garganta, y era Lady Alice Bedny, la hija de los Duques de Narborough. En ese momento llaman a la duquesa para que reconozca el cadáver y primero dice que no es ella, pero después de verla aparentemente de forma detenida la reconoce, pero que la ropa que tenía puesta cuando la hallaron no es de ella. Watson y Holmes reciben la visita del Duque de Narborough en casa de Holmes donde pide sus servicios.
Después de eso, la prometida de Watson, Jenny Vandeleur que es una psicoanalista titulada, invita a Holmes a cenar, disfrutan de una cena tranquila, hasta que reciben una llamada que les convoca a la mansión de Lord Massingam a investigar la desaparición de la hija menor de este, Lady Georgina Massingam. En el cuarto de esta, Holmes descubre que hay una salida en el techo por donde el asesino se llevó a Lady Georgina y luego da a conocer su descubrimiento a todos. La madre de Georgina sufre un ataque de nervios, y la hermana mayor de Georgina, Lady Roberta Massingam rompe a llorar cuando se entera del descubrimiento.
Al día siguiente Georgina es hallada colgada de una farola y con una media de seda alrededor del cuello y la otra en la garganta. El asesino pudo colgarla sin que nadie lo viera debido a la espesa niebla que azotaba Londres. Es llevada al hospital donde Holmes descubre que la habían adormecido con cloroformo, algo diferente que a Lady Alice, secuestrada a base de brandis, chocolates que adormilaban y cigarros turcos. Entonces son llamados Lord Massingam y Lady Roberta, los cuales quedan asombrados e inconsolables, pero Roberta da a conocer que la ropa con la que la hallaron tampoco era de ella, era la de Lady Alice, el inspector Lestrade esboza la situacion pero Holmes advierte que el asesino busca a sus victimas entre las hijas de la aristocracia, que hay un caracter ritualista en su modus operandi y que si bien no hay contacto sexual el hombre es un sádico sexual; Holmes revisa la ropa con la que hallaron a Lady Alice junto con Watson y descubren un recibo de una zapatería. Watson visita el comercio y le dicen que hay una joven que le pidió empleo, Sara O´brien, la cual fue hallada muerta y desnuda en el Támesis. El forense dictaminó un suicidio y Holmes solicita su exhumación ya que según él la primera víctima es la que más información puede aportar. Holmes va a la mansión Massingam para hablar con Roberta y pedirle un favor. Quiere agregar las zapatillas de ballet de Georgina en la cruz floral que llevará a su funeral. Roberta accede sin saber que realmente la cruz de flores era una trampa de Holmes para reconocer al culpable, ya que no tenían ningún sospechoso.
Durante el funeral al que asiste Holmes con la cruz de flores con las zapatillas agregadas, Watson que ya tiene el cuerpo de Sarah O´brien le hace una autopsia y halla una media de seda en la garganta. Cuando todos se iban del cementerio Holmes vio al Duque de Narborough mirando la cruz de flores, pero él no podía ser sospechoso ya que fue él quien fue a pedir los servicios de Holmes. Después, en medio de la niebla espesa, el asesino se llevó a otra joven, Lady Imogen Hellhourton. Mientras tanto, Charles Allen, un sirviente de los Duques de Narborough es llamado, ya que él trabajó con Sarah O´brien. Entonces es cuando Imogen Hellhourton es encontrada viva pero en estado de shock y nadie puede interrogarla, y mucho menos Holmes, ya que no dudaría en preguntarle todo lo que vio rápida y bruscamente, así que llaman a Jenny Vandeleur para que Imogen le diga lo que pasó. Descubren todos que Imogen tenía una deformidad en el pie, razón por la que el asesino la liberó ya que éste se centra en los pies de sus víctimas. Exactamente cuando interrogan a Charles Allen, Imogen ya se iba. Holmes se las arregla para que Imogen y Allen tuvieran un encuentro ¨accidental¨ donde Imogen reconoce a Allen como el asesino, por lo que es puesto bajo custodia policial.
Los duques de Narborough, muy molestos, pidieron que Allen fuera liberado aunque fuera un sospechoso, y consiguen que lo dejen libre.
Holmes entra en el cuarto de Roberta cuando ella dormía para pedirle que ella actúe como cebo para atrapar al asesino en el baile real. Durante el baile se presenta un noble Francés diciendo paradójicamente a Watson con cierta arrogancia que Sherlock Holmes era el segundo mejor detective en Europa. Cuando aparece Roberta se nota que Charles Allen -que asistió gracias a los Duques de Narborough- fija sus ojos en los pies de Roberta. Más tarde, cuando esta se retira a otro cuarto, Allen aparece y le da un brandy que la desmaya. Entonces aparece el aristócrata Francés y somete a Allen, y Watson aparece con guardias y con Lord Massingam. Justo en ese momento se descubre que el francés era Holmes disfrazado, justificando el hecho que no incluyo a Watson en la trampa en que "el conspirador solo está seguro cuando es el único que conspira". Allen es detenido de nuevo.
En la estación de policía, Holmes pide que le tomen las huellas dactilares a Allen otra vez, aunque ya lo habían hecho dos veces. El inspector Lestrade le pregunta que cómo sabe que ahora si tienen al asesino, y él explica que hay dos Charles Allen. Un hermano cometía los asesinatos y otro le daba coartadas incuestionables. Pero resultó que tenían al hermano cómplice otra vez, y no al asesino el cual ya tenía a Roberta en la mira. Lestrade llama a Lord Massingam para avisarle pero la llamada llega tarde. Watson y Lord Massingam van al cuarto de Roberta y lo encuentran vacío. Watson va a la Policía donde estaba Holmes y le encuentra desesperado por no saber a donde las podría llevar. Entonces este le dice a Watson que Allen tiene un gemelo idéntico, Watson va a la mansión de la Duquesa de Narborough para exigirle el paradero de Allen mientras que Lestrade golpea al hermano cómplice hasta que confiesa a dónde las lleva. Pero resulta ser una trampa ya que el hermano cómplice escapa de los policías. Holmes es informado por Watson donde está: en un condominio en el suburbio de Kensington. Cuando llegan Holmes ve unas gotas de sangre en el suelo consecuencia de una hemorragia nasal en Roberta y que conducían al sótano del edificio, exactamente a la guarida del asesino. Watson y Holmes ven a Roberta con la ropa de Georgina y con la media de seda en el cuello, Watson va ayudarla pero el hermano asesino lo golpea dejándolo inconsciente. Holmes armado con una pistola lo intenta persuadir, sin éxito, para que la libere. Hasta que él deja su arma y agarra las zapatillas de Roberta, eso pone furioso al hermano asesino hasta el punto de querer atacar a Holmes, pero él coge su arma rápidamente y lo golpea. En ese momento Watson se levanta y ayuda a Roberta. Luego el hermano cómplice, que ya estaba lejos de la policía ataca a Holmes por sorpresa pero él le dispara en la pierna, y finalmente los dos hermanos son arrestados.
En la escena final Watson se casa con Jenny Vandeleur, y al día siguiente van a tomarse una foto y comer con Holmes preguntando ¿qué hará si no está Watson? y él responde que "siempre estará la aguja" , pero confiando en la ayuda de Watson para sus casos.

## Reparto
- Rupert Everett es Sherlock Holmes.
- Ian Hart es Dr. Watson.
- Neil Hudgeon es el inspector Lestrade.
- Perdita Weeks es Roberta Massingham.
- Jennifer Moule es Georgina Massingam.
- Eleonor David es la Duquesa de Narborough.
- Jonathan Hyde es el Duque de Narborough.
- Helen McCrory es Ms. Vandeleur.
- Michael Fassbender es Charles Allen.